# Павли (Росія)
Па́вли (рос. Павлы) — присілок у складі Шалинського міського округу Свердловської області.
Населення — 86 осіб (2010, 111 2002).
Національний склад станом на 2002 рік: росіяни — 99 %.